# Ctenotus impar
Ctenotus impar este o specie de șopârle din genul Ctenotus, familia Scincidae, descrisă de Storr 1969. Conform Catalogue of Life specia Ctenotus impar nu are subspecii cunoscute.